# إبراهيم لوزون
إبراهيم لوزون (بالعبرية: אבי לוזון‏) هو لاعب كرة قدم ومصرفي إسرائيلي، ولد في 24 أبريل 1955 في Pardesiya ‏ في إسرائيل.